# Jacques Souriau
Jacques Souriau (Vendôme, 3 ottobre 1886 – Parigi, 30 aprile 1957) è stato un illustratore e fumettista francese.
Ha lavorato principalmente per le pubblicazioni Lisette e Pierrot. Nel regno dei fumetti d'avventura realistici, Jacques Souriau fu l'autore di un'importante produzione che ha appena varcato i limiti della sua pubblicazione iniziale, delle recensioni o dei racconti completi. La sua produzione fu apprezzata dagli amatori per "una finezza ed eleganza nella linea", per il suo modo di gestire l'equilibrio del bianco e del nero nella composizione delle sue tavole e per la personalità che seppe dare ai suoi personaggi, soprattutto donne. La sua illustrazione fu molto spesso minata da un formato di pubblicazione troppo piccolo o da colori travolgenti.

## Biografia
Jacques Adolphe Souriau era il figlio di Paul Souriau, professore di filosofia rinomato per il suo lavoro sull'estetica, divento preside della Facoltà di Lettere di Nancy nel 1919. È a Nancy che Jacques Souriau seguì i corsi di Belle Arti accanto a quelli della Facoltà di Giurisprudenza. Si sposò per la prima volta nel 1914 con Véronica Dell. Fu arruolato nell'esercito francese durante la prima guerra mondiale, al termine della guerra iniziò una vera e propria carriera da illustratore. Esordì con gli editori di libri scolastici: Masson, Delagrave, Armand Colin, collaborando con giornali divertenti o satirici: Le Bonnet rouge, Fantasio, Les Hommes du jour, Le Rire, La Vie parisienne. Alla fine degli anni '30, iniziò una duratura e prolifica collaborazione con le edizioni Montsouris che continuò fino al 1953. Illustro per questo gruppo di stampa molti romanzi e racconti nelle riviste Lisette e Pierrot e nelle raccolte derivate, come la collezione Printemps, la collezione Pierrot e la collezione Lisette. Dal 1937, anno del suo secondo matrimonio con Sylvia Bratenberg, contribuì alle pubblicazioni di Paul Winkler Robinson e Hop-là!. Ancora una volta ha prodotto illustrazioni, tra cui i romanzi Tarzan di Edgar Rice Burroughs che saranno ripresi nel dopoguerra nelle opere della casa Hachette. In questa casa editrice ha anche prodotto i suoi primi fumetti: Jean Bolide (da marzo 1938 a ottobre 1938 pubblicati sulla rivista Robinson) e Le justicier des mers (da dicembre 1938 all'ottobre 1939 pubblicati sulla rivista Hop-là!).
Tornato alla vita civile nel 1942 dopo un periodo di prigionia, Jacques Souriau si dedico principalmente al fumetto, senza rinunciare alla sua attività di illustratore. Louis Cance elenca sedici racconti "originali" completi (altri essendo stati oggetto di una pre-pubblicazione erano in revisione) pubblicati tra il 1942 e il 1947 da vari editori di pubblicazioni leggere, a cui vanno aggiunti nove, editi dalle edizioni mondiali di Cino Del Duca. Questi editori pubblicarono anche fumetti, disegnati da Jacques Souriau su copioni di autori diversi che non sempre furono accreditati, nel settimanale Tarzan, Evviva! e l'Intrepid: giornalista Fléchauvent (da settembre 1946 al settembre 1947 su Tarzan), Robin des Bois (da settembre 1947 al marzo 1949, poi da marzo ad agosto 1953 su Tarzan, e infine da ottobre 1953 al luglio 1957 su Hurrah!), Alain Meteor (da giugno a novembre 1951 su Tarzan con la sceneggiatura di Maurice Limat) e Handjar le justicier (da febbraio 1952 al gennaio 1955 su L'intrépide con la sceneggiatura di Yves Dermèze). Per Vaillant, Jacques Souriau disegnò, oltre ad alcune illustrazioni e brevi fumetti, sei episodi di Jean e Jeannette pubblicati da aprile 1950 al Gennaio 1955.La sua collaborazione con Vaillant fu volontariamente interrotta all'avvicinarsi dei suoi 70 anni e le recensioni con World Editions furono interrotte dalla morte dell'illustratore, che visse fino al 30 aprile 1957.

## Pubblicazioni
- Jean Bolide, in Robinson, 1938. Il primo fumetto di Souriau è un revival, in una versione molto diversa, del fumetto dell'aviazione americana Tailspin Tommy creato da Hal Forrest nel 1928.
- Il vigilante dei mari, in Hop-là!, 1938-1939, 46 tav.Il fiume scintillante, sceneggiatura di Jean Joseph-Renaud, ed. Seppia, 1942, collezione Les Cahiers d'Ulysse, 16 tav.
- La prima storia completa di Souriau. Pubblicata da Hop!, n. 30, 1982.
- L'ultimo imperatore Khmer, ed. Daubin-Sépia, 1944, Collezione Youth Film, n. 52, 16 tav. Ripresa in 2 vol. Lucien Dejoie, 1947, collezione Bison, n. 3 e 4.
- Reporter Fléchauvent in Tarzan I serie, 1946-1947 53 tav. Fléchauvent è un giovane giornalista diciassettenne molto ambizioso che vive incredibili avventure in giro per il mondo. Ripresa in 6 vol. of complete stories, World Editions, 1948, collection Les aventures illustrées, n. 16, 19, 20, 21, 32, 33.
- Le retour de Robin des Bois, a Tarzan, I serie, 1947-1949, 72 tav. Souriau dà vita a un Robin Hood “canonico”.
- Jean e Jeannette in Vaillant, sceneggiatura di Jean Ollivier e Roger Lécureux, 1950-1955, 210 pl. I due eroi di questa storia melodrammatica, lanciata sulle strade della Francia durante l'Esodo del 1940, vivono avventure anche in Spagna, in Italia e per quanto riguarda l'Africa e l'India.
- Alain Meteor, in Tarzan, I serie, sceneggiatura di Maurice Limat, 1951, 21 pl. Alain Meteor è un'opera spaziale la cui azione si svolge nel 2027, dopo che un disastro ecologico ha devastato la Terra. Ripresa in un album, ed. Apex, 1997, collezione Bédéphilia.
- Handjar le justicier in L'Intrépide, sceneggiatura di Yves Dermèze, 1952-1956, 152 tav. Avventure marittime di Rajah Handjar che diventa un corsaro suo malgrado, quindi torna nel suo regno per affrontare un usurpatore. Ristampato nel piccolo formato Bambino, 1957.
- Robin des Bois a Tarzan, II serie, sceneggiatura Renaud Fontenay, 1953-1957, 357 pl. In questa nuova versione, molto diversa dalla precedente, Robin è un adolescente che cerca di vendicare suo padre, il conte di Locksley. La serie, interrotta dalla morte di Souriau, è proseguita da Mouminoux.
- Tom Tempest nel Red Canyon, 1954-1955, 32 tav. Per Artima, Souriau fornisce un episodio della serie western creata dai fratelli Giordan.

## Biografia
- "File Souriau", Hop!, n. 145, marzo 2015, pagg. 5-18 (ISSN 0768-9357) [composto da un articolo di Jean-Jacques Lalanne e una bibliografia di Louis Cance]
- "Souriau, Jacques", di Guy Costes e Joseph Altairac, Rétrofictions: encyclopédie de la conjecture romantic rationnelle francophone, vol. 2: MZ, Amiens, Encrage, coll. "Interfaccia", n. 5- 2018, 7[7][8]
- BD Souriau, Jacques[9]

## Libri.
- Val-Huron: La maison des vacances[10]
- Ivanhoe[11]